# Burg Coca

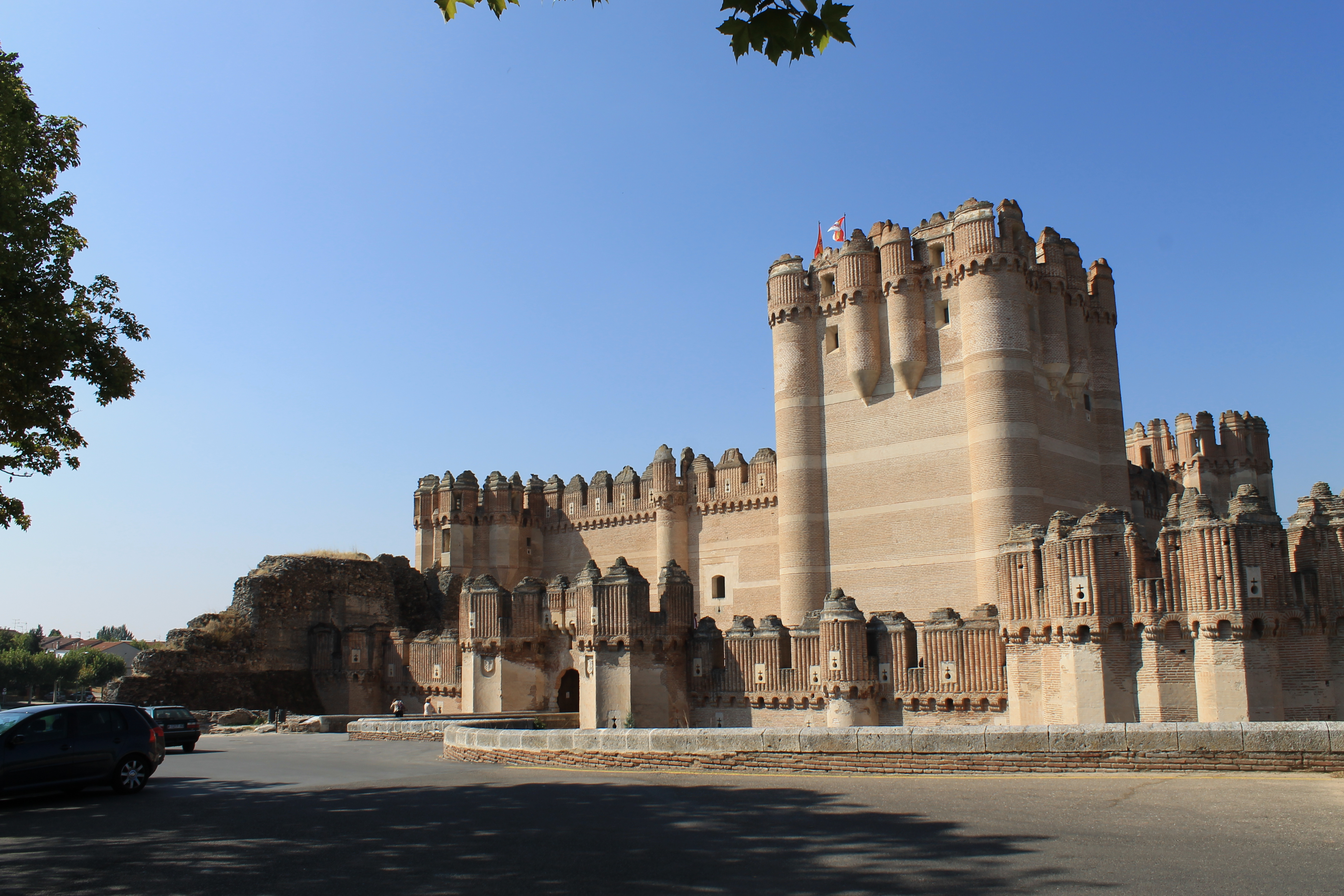
Burg Coca

Die Burg Coca bei der Kleinstadt Coca liegt in der zentralspanischen Provinz Segovia, am Zusammenfluss der Flüsse Eresma und Voltoya, und circa 60 Kilometer westlich der Burg Pedraza.
Die Burg wurde im 15. Jahrhundert von Bischof Alonso de Fonseca errichtet. Ihr Bau wurde im Jahr 1453 begonnen und gegen Ende des 15. Jahrhunderts abgeschlossen. Sie ist von einem tiefen Wallgraben (Zwinger) umgeben und gilt als einzigartiges Beispiel spanischer Burgen im Mudejarstil. Wie alle Bauten dieses Stils besteht auch die Burg Coca beinahe zur Gänze aus Backstein. Der arabische Einfluss wird an den Dekorationselementen wie Stuck und Bandwerk an der Mauer des Bergfrieds, an der ein in einen Spitzbogen eingefügter arabischer Hufeisenbogen auffällt, und an den Toren offenbar.
Ein Teil der im Besitz des Herzogs von Alba befindlichen Anlage wurde in den 1950er Jahren vom spanischen Staat rekonstruiert und beherbergt heute eine forstwirtschaftliche Fachschule mit Internat.